# التهاب عضلي
الالتهاب العضلي (بالإنجليزية: Inflammatory myopathy) هو شكل من أشكال الاعتلال العضلي التي تنطوي على التهاب العضلات.
وهو يشمل ثلاثة أمراض ذات صلة : التهاب العضلات ، التهاب الجلد والعضلات ، والتهاب العضل إدراج الجسم.

## التشخيص
من الممكن أن يكون مرتبطا مع زيادة معدل ترسب الكريات الحمراء (ESR) .
ومن الممكن أن يكون مرتبطا مع الأجسام المضادة للنوى (JO-1) .

## العلاج
قد تكون المنشطات أحد أنواع العلاجات المناسبة أو من الممكن أيضًا أن يتم العلاج عن طريق مكافحات الالتهابات.